# Acolea
Acolea es un género de hepáticas perteneciente a la familia Gymnomitriaceae. Comprende 29 especies descritas y de estas, solo 12 aceptadas.

## Taxonomía
El género fue descrito por August Carl Joseph Corda y publicado en Naturalientausch 12: 652. 1829[1829].

## Especies aceptadas
A continuación se brinda un listado de las especies del género Acolea aceptadas hasta marzo de 2015, ordenadas alfabéticamente. Para cada una se indica el nombre binomial seguido del autor, abreviado según las convenciones y usos.	

## Especies
- Acolea alpina (Gottsche ex Husn.) C. Massal.
- Acolea andreaeoides (H. Lindb.) Stephani
- Acolea cochlearis (Lindb.) Stephani
- Acolea concinnata (Lightf.) Dumort.
- Acolea conferta (Limpr.) C. Massal. & Carestia
- Acolea crassifolia (Carrington) Stephani
- Acolea crenulata (Gottsche ex Carrington) Dumort.
- Acolea erythrorhiza (Bisch.) Trevis.
- Acolea lutescens (Lehm. & Lindenb.) Trevis.
- Acolea obtusa (Lindb.) Stephani
- Acolea physcaula (Hook. f. & Taylor) Trevis.
- Acolea varians (Lindb.) Stephani